# Нилга (село)
Нилга́ (рос. Нылга, удм. Нылга) — село у складі Увинського району Удмуртії, Росія.

## Населення
Населення — 2710 осіб (2010; 2688 в 2002).
Національний склад станом на 2002 рік:
- удмурти — 53 %
- росіяни — 43 %

## Історія
Вперше село згадується як Нилга-Жик'я у Ландратському переписі 1710–1716 років, воно тоді перебувало у складі сотні Тотая Іванова. Село мало всього 10 дворів. 1760 року тут була відкрита парафія, 1762 року збудована дерев'яна церква, освячена на честь Різдва Христового. 7 грудня 1813 року церква згоріла, 1822 року була збудована нова кам'яна. 1839 року у селі відкривається народне училище. До революції Нилга-Жик'я була центром окремої волості Сарапульського повіту Вятської губернії. За даними 10-ї ревізії 1859 року у 80 дворах проживало 584 особи, діяв млин. Періодично у XIX-на початку XX століттях у селі проводились ярмарки. 1929 року село стає центром Нилга-Жик'їнського району, але вже 1 січня 1932 року район ліквідовується, а село відходить до складу Вавозького району. 1935 року район був утворений знову вже як Нилгинський, назва села теж спрощується до сучасної. 1938 року в Нилзі була закрита церква. 1963 року район був ліквідований, а село відійшло до складу Увинського району.

## Урбаноніми[7]
- вулиці — 40 років Перемоги, Берегова, Гагаріна, Енергетиків, Заводська, Зелена, Комунальна, Леніна, Лучна, Механізаторів, Миру, Набережна, Нова, Північна, Польова, Праці, Радянська, Садова, Ставкова, Східна, Тваринників, Трактова, Ювілейна
- провулки — Базарний, Жовтневий, Ковальський, Лучний, Радянський, Центральний, Червоний, Шкільний